# Lil Skies
Кіметріус Фуз (англ. Kimetrius Foose), відомий під псевдонімом Lil Skies — американський репер з Вейнсборо, Пенсільванія. На сьогодні виконавець підписав контракт зі студією «All We Got Entertainment» за посередництвом лейблу Atlantic Records. Два з його синглів ввійшли до чартів Billboard Hot 100: «Nowadays» (№ 55) та «Red Roses» (№ 67). 10 січня 2018 року світ побачив його дебютний комерційний мікстейп «Life of a Dark Rose», який посів 10 сходинку у списку альбомів Billboard 200.

## Біографія
Народився 4 серпня 1998 року в місті Чамберсбург, штат Пенсільванія, США, у міжрасовій сім'ї. Почав писати власні пісні у чотирирічному віці. Завдячує своїй любові до музики своєму батькові, Майклу Бертону-молодшому, який читав реп під псевдонімом Dark Skies. Фузовий псевдонім є варіацією на псевдонім його батька. Навчаючись у третьому класі, він разом із сім'єю переїхав до Вейнсборо, Пенсильванія. Коли хлопцеві виповнилося одинадцять, його батько зазнав виробничої травми під час хімічного вибуху. Після інциденту, батько й син записали спільний альбом — «Father-Son Talk», у якому сконцентрували увагу на описі перебігу одужання. 2016 року закінчив середню загальноосвітню школу Вейнсборо (англ. Waynesboro Area Senior High School) та вступив до Шіппенсберзького університету Пенсильванії (англ. Shippensburg University of Pennsylvania), але невдовзі залишив навчання у виші, аби повністю присвятити себе кар'єрі репера.

## Кар'єра
У жовтні 2016 року Фуз виступив на розігріві у репера Fetty Wap, який давав концерт в Шіппенсберзькому університеті. У січні 2017 року світ побачив його дебютний мікстейп «Alone». У липні 2017 вийшли одразу дві пісні — «Red Roses» (за участі репера Лендон Кюб) та «Off The Goop» (за участі репера Спрайт Лі). Під кінець року також відбувся реліз треків «Rude» та «Signs of Jealousy».
Фузові сингли привернули увагу студії звукозапису «Atlantic Records», за посередництвом якої виконавець підписав контракт з лейблом «All We Got». 10 січня 2018 року вийшов його дебютний комерційний мікстейп під назвою «Life of a Dark Rose», який одразу ж посів 23 сходинку у чарті Billboard 200, а незабаром піднявся на декілька позицій і посів 10 сходинку. Треки «Nowadays» та «Red Roses» (обидва за участі Лендона Кюба) дебютували у списку Billboard Hot 100, посівши 85 та 98 сходинку відповідно, але згодом піднялися у чартах та зайняли 55 та 69 позицію. 2017 року вирушив у спільний тур з репером Lil Uzi Vert.

## Дискографія

### Мікстейпи
| Назва               | Деталі                                                                         | Сходинка у чартах | Сходинка у чартах | Сходинка у чартах | Сходинка у чартах |
| Назва               | Деталі                                                                         | US                | US R&B/HH         | US Rap            | CAN               |
| ------------------- | ------------------------------------------------------------------------------ | ----------------- | ----------------- | ----------------- | ----------------- |
| Alone               | - Вихід: Січень 2017 - Лейбл: Самвидав - Формат: електронне завантаження       | —                 | —                 | —                 | —                 |
| Life of a Dark Rose | - Вихід: 10 січня 2018 - Лейбл: All We Got - Формат: CD, електронне скачування | 10                | 6                 | 5                 | 17                |

### Сингли
| Назва                             | Рік  | Сходинка в чартах | Сходинка в чартах | Сходинка в чартах | Сходинка в чартах | Альбом              |
| Назва                             | Рік  | US                | US R&B /HH        | US Rap            | CAN               | Альбом              |
| --------------------------------- | ---- | ----------------- | ----------------- | ----------------- | ----------------- | ------------------- |
| Red Roses (за участі Landon Cube) | 2017 | 69                | 28                | —                 | 91                | Life of a Dark Rose |
| Nowadays (за участі Landon Cube)  | 2017 | 55                | 22                | 20                | 63                | Life of a Dark Rose |

## Відеокліпи
| Рік  | Назва                | Режисер          | Виконавці             |
| ---- | -------------------- | ---------------- | --------------------- |
| 2016 | Da Sauce             | Ніколас Джендора |                       |
| 2017 | Some Way             | Ніколас Джендора |                       |
| 2017 | Rude                 | Ніколас Джендора |                       |
| 2017 | Signs Of Jealousy    | Ніколас Джендора |                       |
| 2017 | Fake                 | Burkyfilms       |                       |
| 2017 | Red Roses            | Коул Беннет      | За участі Landon Cube |
| 2017 | Nowadays             | Коул Беннет      | За участі Landon Cube |
| 2017 | Lonely               | Коул Беннет      | За участі Yung Bans   |
| 2018 | Lettuce Sandwich     | Ніколас Джендора |                       |
| 2018 | Lavagirl             | Ніколас Джендора | за участі Sprite Lee  |
| 2018 | Welcome To The Rodeo | Коул Беннет      |                       |
| 2018 | Lust                 | Ніколас Джендора |                       |